# Mosaïque d'Ulysse et les sirènes
La mosaïque d'Ulysse et les sirènes est une mosaïque romaine datée du IIIe siècle et découverte sur le site historique de Dougga (Nord-Ouest de la Tunisie). Elle est conservée au musée national du Bardo dont elle constitue l'une de ses pièces maîtresses.

## Histoire
La mosaïque est découverte dans le péristyle de la « maison d'Ulysse et les pirates » à Dougga où a aussi été découverte la mosaïque de Neptune et les pirates. L'œuvre est datée des environs de 260-268.

## Description
La mosaïque mesure 3,80 mètres sur 1,30. Inspiré du chant XII de l'Odyssée, le tableau met en scène l'épisode où le personnage central, Ulysse, résiste au chant des sirènes.

### Personnage central

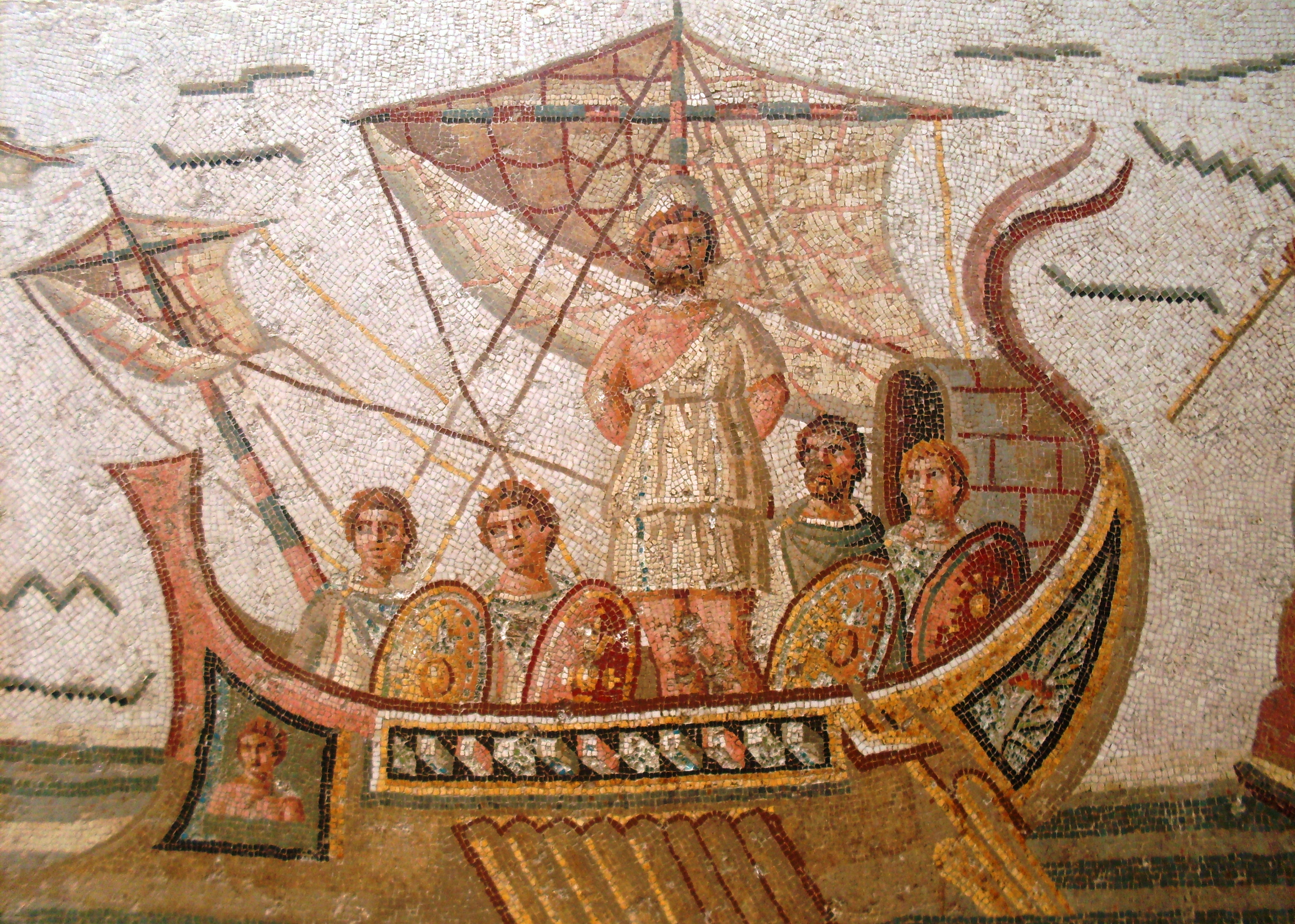
Ulysse avec ses compagnons sur le bateau.

Ulysse, roi d'Ithaque, apparaît debout sur un bateau, les mains ligotées au grand mât pour ne pas succomber à la tentation et au charme fatal de la musique des sirènes. Il est orné d'une tête humaine et d'une palme. Il est vêtu d'une tunique blanche dégrafée du côté de l'épaule droite.

### Compagnons d'Ulysse
Autour d'Ulysse sont assis ses quatre compagnons. Armés chacun d'un bouclier, ils devraient avoir les oreilles bouchées de cire comme le relate la légende.

### Sirènes

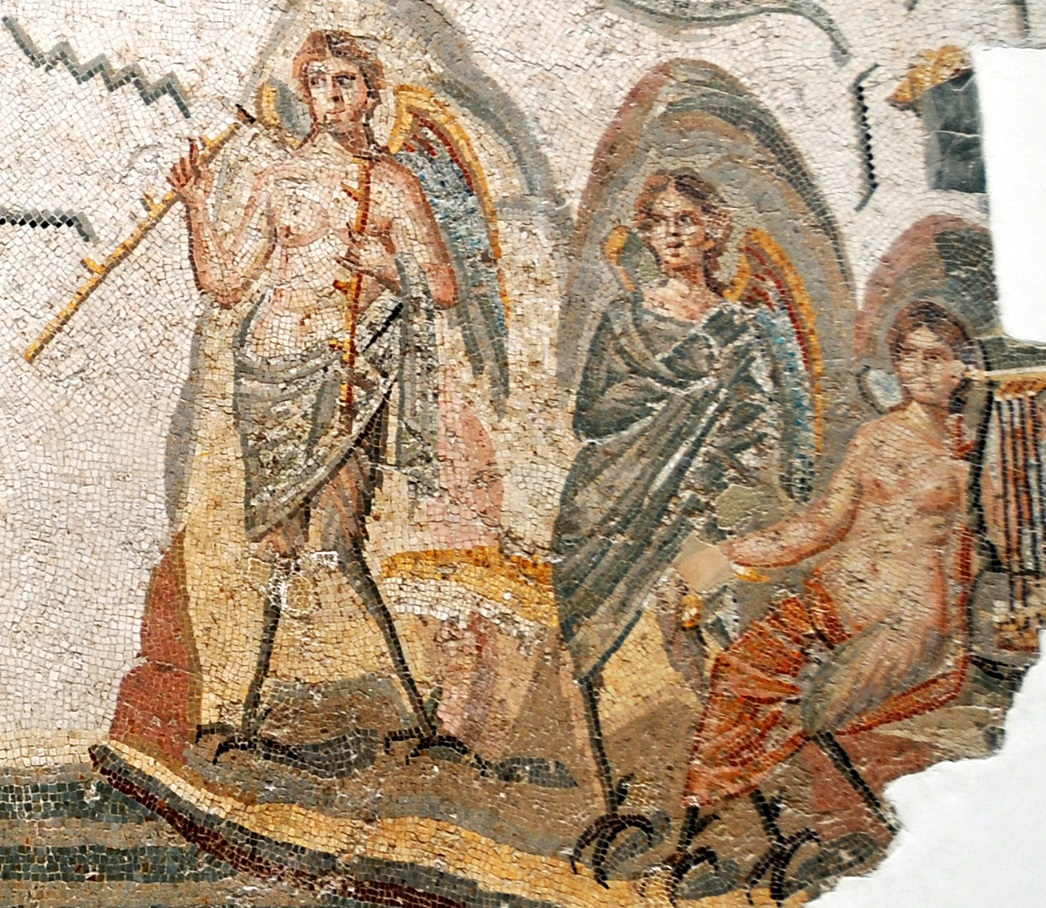
Sirènes représentées en femmes-oiseaux.

Au pied d'un escarpement rocheux se tiennent trois sirènes représentées avec un buste de femme auquel s'attachent des ailes et des pattes d'oiseaux. L'une d'elles tient une double flûte, l'autre une lyre, la troisième dépourvue d'instrument est considérée comme la sirène chanteuse.

### Bateau d'Ulysse
Le bateau est représenté avec deux voiles et avec un portrait sur la proue au lieu d'un œil, comme c'est le cas sur d'autres représentations du navire. Le bateau est équipé d'une rangée de huit rames sortant directement de la coque et plongeant directement dans la mer.

### Barque à gauche
À gauche du vaisseau d'Ulysse se trouve une petite barque dans laquelle se situe un pêcheur tenant une langouste au format exagéré. 